# حسين ضيف الله العواضي
حسين ضيف الله العواضي (و1957 -) هو سياسي وصحفي يمني، حصل على بكالاريوس علوم سياسية واقتصادية من جامعة صنعاء، وعلى ماجستير إعلام من جامعة ميرلاند الأمريكية، تولى منصب وزير الإعلام في الفترة (2001 - 2006). وعمل في مجال الصحافة. وأصبح عضواً في الكثير من الاتحادات الرياضية والثقافية.